# Chiesa di San Paolo (Albano)
La chiesa di San Paolo, elevato dal 1999 a Santuario di San Gaspare del Bufalo, è un luogo di culto cattolico di Albano Laziale, in provincia di Roma nella Sede suburbicaria di Albano.
Nella chiesa sono custodite le reliquie di San Gaspare del Bufalo, fondatore della Congregazione dei Missionari del Preziosissimo Sangue venerate da moltissimi fedeli, che fanno di questo Santuario uno dei centri di pellegrinaggio principali del Lazio e italiani.
Adiacente alla chiesa, c'è il maestoso Collegio del Preziosissimo Sangue dove, in un clima di silenzio e serenità giovani laici si apprestano a passare un anno di discernimento prima di entrare nel seminario maggiore dei missionari. Accanto a questo grande complesso si trovano anche gli antichi Cisternoni romani, una grande cisterna romana di circa 30 x 50 metri che è uno dei simboli della cittadina.
Le due strutture furono costruite intorno all'anno 1282, in un proprio fondo, dal Cardinale Giacomo Savelli, in seguito divenuto papa con il nome di Onorio IV. 
Nel 1710, il pittore Gaspar Van Wittel, in occasione della visita ad Albano di papa Clemente XI Albani, ritrasse in una splendida tela (oggi conservata al Museo Pitti di Firenze) la chiesa e l'annesso convento. Tra il 1736 ed il 1748 fu una delle residenze nel Lazio del Cardinale Trojano Acquaviva. 
Nel 1769, il cardinale Marcantonio Colonna restaurò completamente l'intero complesso modificandolo in parte, soprattutto nell'interno della chiesa, ove è presente un gusto baroccheggiante piuttosto rielaborato, mentre la facciata denota uno stile neoclassico ottocentesco.
Tra le tele seicentesche e del settecento presenti nell'edificio, poste presso gli altari, si pone in evidenza quella dietro l'altare principale, nella quale è raffigurata l'unzione di San Paolo, opera del tardo XVII secolo di un pittore appartenente alla scuola di Pietro da Cortona. 
La volta della navata è decorata con un affresco ottocentesco, attribuibile a Pietro Gagliardi, molto attivo in quel tempo in Albano.